# Japan Network Information Center
JPNIC (en anglais « Japan Network Information Center » est un registre Internet national au Japon chargé de l'allocation de blocs d'adresses IP et des numéros d'AS pour ce territoire.

## Présentation
Le JPNIC est une organisation à but non lucratif composée de plusieurs membres de la communauté internet japonaise. À ce titre, ses membres et la communauté Internet dans son ensemble peuvent profiter de son offre de services d'information, de recherche et de formation.

## Historique
Le JPNIC a également géré le domaine de premier niveau .jp jusqu'au 30 juin 2003, date du transfert de la gestion administrative et technique des noms de domaine géographiques .jp au Japan Registry Service.